# Альфа Юнайтед
Футбольний клуб «Альфа Юнайтед» або просто «Альфа Юнайтед» (англ. Alpha United Football Club) — професіональний гаянський футбольний клуб з міста Провіденс. Виступає в Еліт Лізі, вищому дивізіоні чемпіонату Гаяни з футболу. Переможець національного чемпіонату в сезонах 2009/10, 2010, 2012, 2012/13 та 2013/14 років.

## Історія
Заснований 1994 року, але свій перший сезон у чемпіонаті Гаяни провели лише 2005 року, а 4 роки по тому виграв свій перший чемпіонський трофей.
У 2011 році «Альфа Юнайтед» став відомий як перший гаянський футбольний клуб, який пройшов кваліфікацію до Ліги чемпіонів КОНКАКАФ, головного клубного континентального турніру Північної Америки. Клуб виборов путівку до Ліги чемпіонів завдяки тому, що посів третє місце в субконтинентальному турнірі, Клубному чемпіонаті КФС, до якого вони потрапили завдяки перемозі в Національній Суперлізі.
«Альфа Юнайтед» посів третє місце в Клубному чемпіонаті КФС 2011 й потрапив до попереднього раунду кваліфікації Ліги чемпіонів КОНКАКАФ 2011/12, завдяки чому став першим клубом з Гаяни, який грав у Лізі чемпіонів КОНКАКАФ. У фіналі за третє місце «Альфа Юнайтед» обіграв тринідадський «Дефенс Форсез» у серії післяматчевих пенальті з рахунком 4:3 (основний час та овертайм завершився нічиєю, 1:1).
У своєму попередньому матчі «Альфа Юнайтед» зустрівся з «Пуерто-Рико Айлендерз» у півфіналі клубного Кубку чемпіонату КФС 2011, але після чергової нічиєї в основний час 1–1 «Молоти» поступився переможцям Клубного чемпіонату КФС 2010 з рахунком 3:1 за 30 хвилин до завершення овертайму.
У Лізі чемпіонів «Альфа Юнайтед» вирушив до Коста-Ріки, щоб зустрітися з «Ередіано». У своєму першому в матчі в Лізі чемпіонів команда програла з рахунком 0:8, завдавши лише два удари по воротах суперника. У матчі-відповіді команда зіграла краще, повела в рахунку (2:0), але потім втратила перевагу, і задовольнилася нічиєю (2:2) й вилетіла з турніру з загальним рахунком 2:10.
Команда також брала участь у Клубному чемпіонаті КФС 2009 та 2010 років. У 2009 році «Молоти» у 1-му раунді програли вдома та на виїзді гаїтянському «Темпету». У 2010 році на 2-му раунді групового етапу поступилися «Сан-Хуан Джаблоті» з Тринідаду і Тобаго.
Цей клуб був створений у Сінгапурі учнями Гріндейла. Цей клуб був заснований у 2023 році Яном Газзелем.

## Клубні кольори та логотип
На гербі «Альфа Юнайтед» зображено блакитний діамант із золотим оздобленням на тлі. Перед діамантом стоїть молоток. Під молотом нанесений девіз клубу «Єдність із силою». Над молотом також розміщено назву клубу та його прізвисько «Молот».

## Стадіон
Невідомо, який стадіон є домашньою ареною «Альфа Юнайтед», хоча стадіон «Провіденс» поблизу Джорджтауна виступає місцем проведенням матчів «Юнайтед» у Лізі чемпіонів КОНКАКАФ.

## Досягнення

### Континентальні
- Клубний чемпіонат Карибського футбольного союзу
  -  Бронзовий призер (1): 2011

### Національні

#### Чемпіонат
- Національна Суперліга Гаяни
  -  Чемпіон (5): 2009, 2010, 2012, 2012/13, 2013/14

#### Кубки
- Головний кубок Гаяни
  -  Володар (2): 2007/08, 2013

- GFF Super 8 Cup
  -  Володар (1): 2010

- Kashif & Shanghai Cup[7]
  -  Срібний призер (1): 2009/10

- NAMLICO Knock-out Tournament
  -  Володар (1): 2010

## Статистика виступів у змаганнях під егідою КОНКАКАФ
Рахунок «Альфа Юнайтед» вказано першим, а також домашній матч.
- Клубний чемпіонат Карибського футбольного союзу 2009

Перший раунд проти  «Тампета» – 1:1, 0:2
- Клубний чемпіонат Карибського футбольного союзу 2010

Перший раунд проти  «Еліт» – т/п
Перший раунд проти  ВБК – 1:1
Перший раунд проти  «Дефенс Форс» – 3:1
Другий раунд проти  «Сан-Хуан Джаблоті» – 0:2
Другий раунд проти  «Рівер Плейт ПР» – 1:1
- Клубний чемпіонат Карибського футбольного союзу 2011

Раунд на вибування 1 проти  «Басси» – т/п
Раунд на вибування 2 проти  «Рівер Плейт ПР» – 0:0, 3:2
Півфінал проти  «Пуерто-Рико Айлендерз» – 1:3 (д.ч.)
Плей-оф за 3-тє місце проти  «Дефенс Форс» – 1:1 (4:3 пен.)
- Ліга чемпіонів КОНКАКАФ 2011/12

Попередній раунд проти  «Ередіано» – 2:2, 0:8
- Клубний чемпіонат Карибського футбольного союзу 2014

Груповий етап проти  «Дефенс Форс» – 2:0
Груповий етап проти  Гарбор В'ю – 1:0
Півфінал проти  «Валенсії» – Cancelled
- Ліга чемпіонів КОНКАКАФ 2014/15

Груповий етап проти  «Олімпії» – 0:1, TBD
Груповий етап проти  «Портленд Тімберз» – 1:4, TBD

## Відомі гравці
- Ентоні Абрамс
- Шоун Бішоп
- Денієл Вілсон
- Шелдон Голдер
- Найджел Кодрінгтон
- Волтер Мур
- Алекс Ендрю Мюррей
- Чарльз Поллард
- Ричард Рейнольдс
- Грегорі Річардсон
- Пернелл Шульц